# پورت آلسوورث، آلاسکا
پورت آلس‌وورث (به انگلیسی: Port Alsworth) شهری در بخش لیک اند پنینسولا، آلاسکا ایالت آلاسکا است که جمعیت آن در سرشماری سال ۲۰۰۰ میلادی ۱۰۴ نفر بوده‌است.